# 20341 Alanstack
20341 Alanstack è un asteroide della fascia principale. Scoperto nel 1998, presenta un'orbita caratterizzata da un semiasse maggiore pari a 2,4166545 UA e da un'eccentricità di 0,0771568, inclinata di 5,09209° rispetto all'eclittica.